# Герб Нью-Брансуика

Герб Нью-Брансуика - геральдический символ Нью-Брансуика, Канада. Изначальный герб, состоящий исключительно из щита, был основан на дизайне Большой печати Нью-Брансуика, на котором был изображен парусный корабль. Герб Нью-Брансуика был пожалован Нью-Брансуику указом королевы Виктории 26 мая 1868 года.
Гербовое достижение было дополнено гербом и девизом Приказом Совета тогдашнего вице-губернатора Джона Бэббита Макнейра в 1966 году. Гербы и купе были добавлены Королевским ордером королевы Елизаветы II 24 сентября 1984 года и представлены провинции на публичной церемонии в Фредериктон на следующий день, чтобы отметить двухсотлетие провинции.